# Andrea Benelli
Andrea Benelli (ur. 28 czerwca 1960 we Florencji) – włoski strzelec sportowy. Dwukrotny medalista olimpijski.
Specjalizował się w skeecie. Brał udział w sześciu igrzyskach (IO 88, IO 92, IO 96, IO 00, IO 04, IO 08), na dwóch zdobywał medale. Triumfował w 2004, osiem lat wcześniej zajął trzecie miejsce. Stawał na podium mistrzostw świata, zarówno w konkurencji indywidualnej (złoto w 1987 i 1990) jak i drużynowej (1981, 1986, 1989, 1993, 1994, 1999 i 2006). Wielokrotnie stawał na podium mistrzostw Europy, cztery razy zdobywał tytuł indywidualnego mistrza Włoch, był rekordzistą świata.